# Ліз Ренне
Ліз Ренне (дан. Lise Rønne; нар. 01 листопада 1978, Віборг, Данія) — данська телеведуча.
У 1993 студентка Віборгської гімназії. В оргуському університеті здобула ступінь бакалавра у галузі медіазнавства. У віці 22 років працювала на MTV у Лондоні
Одна з ведучих Євробачення 2014 у Копенгагені разом з Ніколаєм Коппелем та Пілоу Асбеком.